# Chomelia minutiflora
Chomelia minutiflora är en måreväxtart som beskrevs av Auguste François Marie Glaziou. Chomelia minutiflora ingår i släktet Chomelia och familjen måreväxter. Inga underarter finns listade i Catalogue of Life.